# Eckweiler

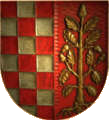
Wappen von Eckweiler

Eckweiler war bis 1979 eine Ortsgemeinde im Landkreis Bad Kreuznach in Rheinland-Pfalz (Deutschland), existierte bis 1982 als Geisterdorf weiter und ist seitdem eine Wüstung.

## Geografie
Eckweiler lag auf einem Hügel südlich des Soonwalds, inmitten von Feldern, Wiesen und Ackerflächen. In der Nähe verläuft die Kreisstraße von Bad Sobernheim nach Gemünden.

## Geschichte

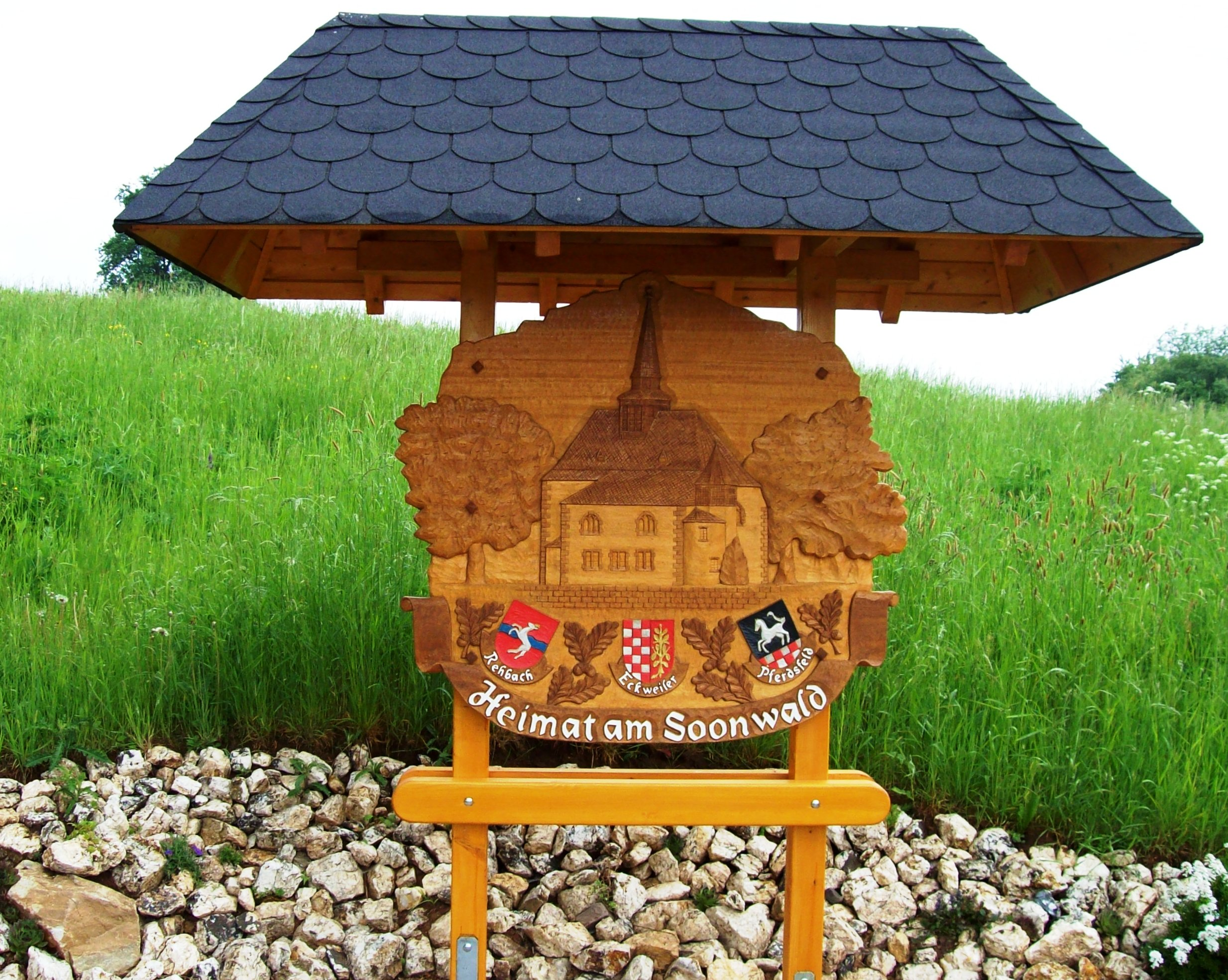
Denkmal zur Erinnerung an den ehemaligen Ort

Das Dorf wurde erstmals im Jahre 1341 urkundlich als Besitz der Grafen von Sponheim erwähnt. In der Reformationszeit wurde Eckweiler evangelisch.
Der Ort bestand bis in die 1970er Jahre und hatte 1975 etwa 270 Einwohner. 1976 wurde wegen des Fluglärms und der Gefahr eines Flugzeugabsturzes innerhalb der Einflugschneise des Flugplatzes Pferdsfeld, der bis ca. 1960 von der US Air Force und danach bis 1997 von der Bundeswehr genutzt wurde, der Beschluss gefasst, den Ort – wie auch Pferdsfeld und Rehbach – aufzugeben. Die meisten Bewohner zogen in das 15 km entfernte Bad Sobernheim. Der hierzu ausgewählte Leinenborn wurde ab 1978 erschlossen.
Am 10. Juni 1979 wurde die Gemeinde Eckweiler aufgelöst und 1981/82 eingeebnet. Neben der unter Denkmalschutz stehenden Kirche von Eckweiler ist bis heute nur der Friedhof erhalten geblieben, aber seit Aufgabe des Dorfes werden keine neuen Gräber mehr angelegt.

## Politik

### Bürgermeister
Letzter Ortsbürgermeister bis zum 10. Juni 1979 war Herr Brückner.

### Wappen
Durch die Auflösung der Gemeinde am 10. Juni 1979 ist das Wappen rechtsunwirksam geworden.
| | Blasonierung: „Das Wappen zeigt einen gespaltenen Schild, der vorn rot-silbern geschacht ist, während die hintere Hälfte in Rot einen goldenen Eichbaum zeigt.“ |
| Wappenbegründung: Eckweiler gehörte einst zur hinteren Grafschaft Sponheim, daher deren Wappen in der vorderen Schildhälfte, während die heraldische Eiche an den Ortsnamen anknüpft in dem Eckweiler als „Ekweiler, Eichweiler“ gedeutet wird. | |

## Kultur und Sehenswürdigkeiten

### Heilig-Kreuz-Kirche

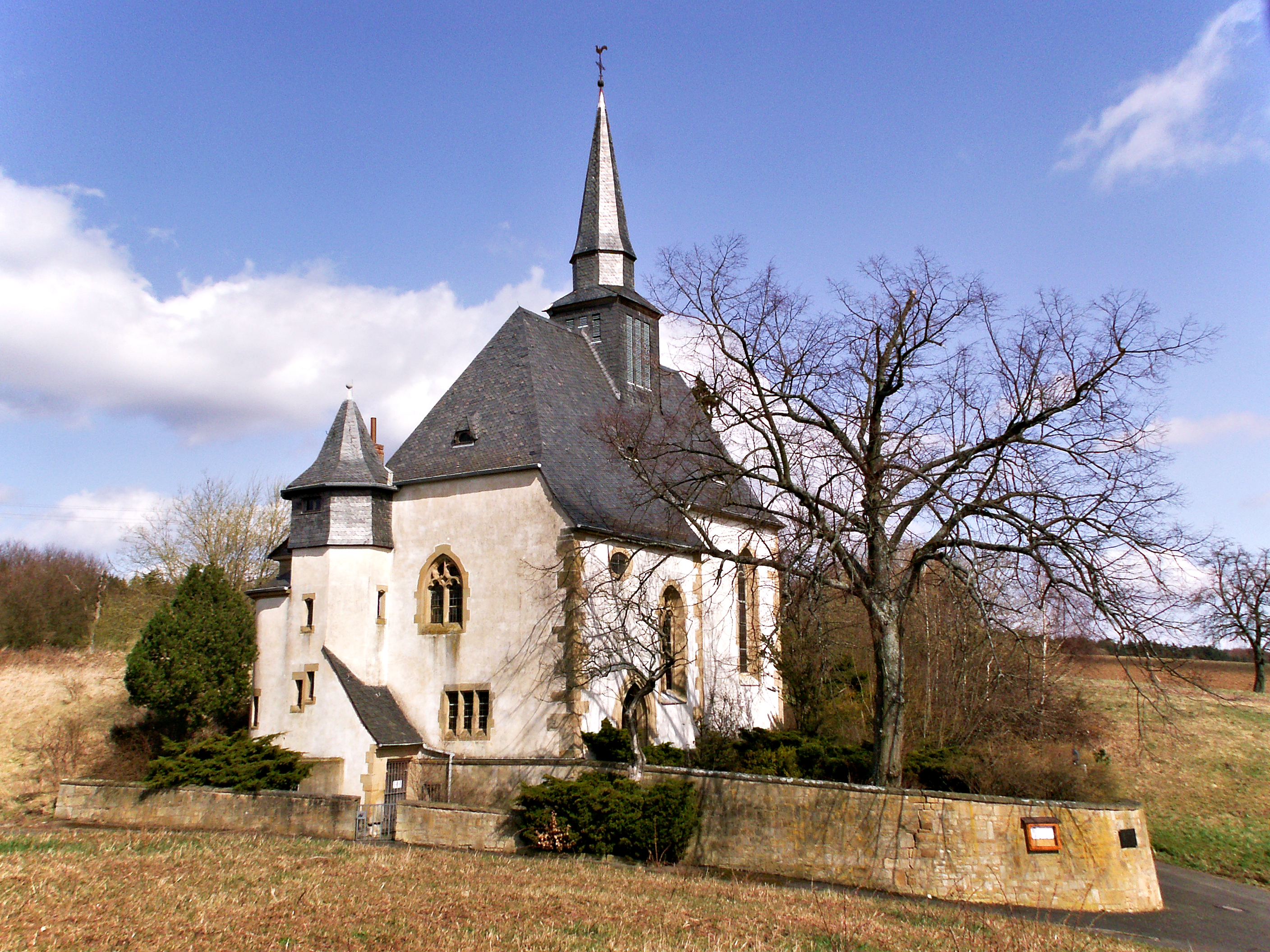
Die Kirche als einziges verbliebenes Bauwerk

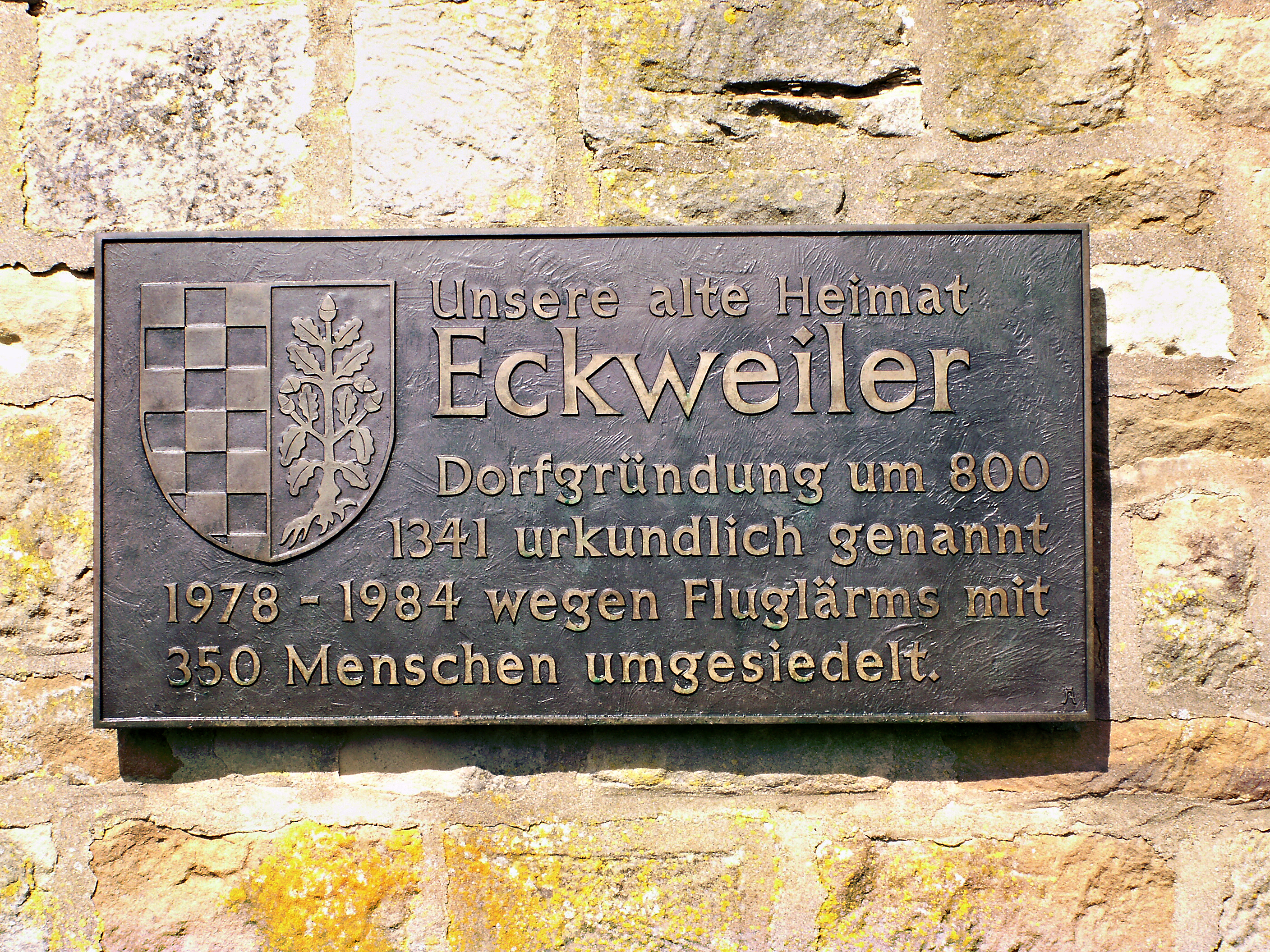
Gedenktafel an der Kirchenmauer

Die evangelische Kirche von Eckweiler ist heute das einzige erhaltene Bauwerk, da es 1981 unter Denkmalschutz gestellt wurde. Sie ist um 1500 als Filialkirche „Heilig Kreuz“ der Gehinkirche von Auen als spätgotischer Saalbau entstanden. Sanierungs- und Umbauplanungen von Architekt Ludwig Hofmann (Herborn) aus dem Jahr 1895 mit einem Turm an der Südseite wurden nicht ausgeführt. Eine Restaurierung fand gegen Ende des 19. Jahrhunderts statt. Nach Norden wurde die Kirche um 1907/1908 erweitert, der Dachreiter stammt von 1907. Das sehr kurze Langhaus hat ein Stabwerkportal und einen dreiseitig geschlossenen Chor, beide flachgedeckt. Das Maßwerk in den Chorfenstern wurde 1945 zerstört. Die letzten Kriegsschäden des Zweiten Weltkrieges wurden 1958 mit dem Abschluss des Wiederaufbaus beendet.

### Regelmäßige Veranstaltungen
Der Freundeskreis Eckweilerer Kirche öffnet die Kirche von Mai 2014 bis Oktober 2014 jeweils am ersten Sonntag im Monat von 14 bis 17 Uhr. Es gibt Gottesdienste, Chorgesang, Orgelspiel, Autorenlesungen, Führungen und vieles weitere mehr.

## Alte Poststation
Eckweiler ist bereits 1522 als feste Poststation am Niederländischen Postkurs von Brüssel über Innsbruck nach Italien belegt. 1561 wurde diese Poststation durch mehrere Postberaubungen und den Bericht des Christoph von Taxis bekannt.  Ab dem späten 17. Jahrhundert war Eckweiler auch eine Postkutschenstation. Diese Poststation bestand bis zur Auflösung unter Napoleon, wurde aber 1876 als Postagentur neu gegründet.